# Bombylius transatlanticus
Bombylius transatlanticus är en tvåvingeart som först beskrevs av Philippi 1865.  Bombylius transatlanticus ingår i släktet Bombylius och familjen svävflugor. Inga underarter finns listade i Catalogue of Life.